# 광명시의 마천루 목록
대한민국 경기도 광명시의 마천루 목록이다. 대한민국의 「초고층 및 지하연계 복합건축물 재난관리에 관한 특별법」에 따르면 '초고층 건축물' 이란 층수가 50층 이상 또는 높이가 200m 이상인 건축물을 말한다.

## 마천루 순위
본 목록은 완공되었거나, 상량식을 끝낸 마천루이다.
| 순위 | 이름                         | 사진 | 위치   | 높이 | 층수 | 완공 연도 | 비고   |
| ---- | ---------------------------- | ---- | ------ | ---- | ---- | --------- | ------ |
| 1=   | 광명역 유플래닛 데시앙 101동 |      | 일직동 | 144m | 49층 | 2019년    | [ 1 ]  |
| 1=   | 광명역 유플래닛 데시앙 102동 |      | 일직동 | 144m | 49층 | 2019년    | [ 2 ]  |
| 1=   | 광명역 유플래닛 데시앙 103동 |      | 일직동 | 144m | 49층 | 2019년    | [ 3 ]  |
| 1=   | 광명역 유플래닛 데시앙 104동 |      | 일직동 | 144m | 49층 | 2019년    | [ 4 ]  |
| 1=   | 광명역 유플래닛 데시앙 105동 |      | 일직동 | 144m | 49층 | 2019년    | [ 5 ]  |
| 1=   | 광명역 유플래닛 데시앙 106동 |      | 일직동 | 144m | 49층 | 2019년    | [ 6 ]  |
| 7=   | 광명역 써밋플레이스 102동    |      | 일직동 | 127m | 42층 | 2018년    | [ 7 ]  |
| 7=   | 광명역 써밋플레이스 103동    |      | 일직동 | 127m | 42층 | 2018년    | [ 8 ]  |
| 7=   | 광명역 써밋플레이스 104동    |      | 일직동 | 127m | 42층 | 2018년    | [ 9 ]  |
| 10   | 광명역 푸르지오 102동        |      | 일직동 | 126m | 42층 | 2017년    | [ 10 ] |
| 11=  | 광명역 써밋플레이스 106동    |      | 일직동 | 124m | 41층 | 2018년    | [ 11 ] |
| 11=  | 광명역 써밋플레이스 109동    |      | 일직동 | 124m | 41층 | 2018년    | [ 12 ] |
| 13   | 광명역 써밋플레이스 108동    |      | 일직동 | 121m | 40층 | 2018년    | [ 13 ] |
| 14=  | 광명역 센트럴 자이 203동     |      | 일직동 | 120m | 40층 | 2018년    | [ 14 ] |
| 14=  | 광명역 센트럴 자이 204동     |      | 일직동 | 120m | 40층 | 2018년    | [ 15 ] |
| 14=  | 광명역 센트럴 자이 205동     |      | 일직동 | 120m | 40층 | 2018년    | [ 16 ] |
| 14=  | 광명역 센트럴 자이 206동     |      | 일직동 | 120m | 40층 | 2018년    | [ 17 ] |
| 14=  | 광명역 센트럴 자이 207동     |      | 일직동 | 120m | 40층 | 2018년    | [ 18 ] |
| 14=  | 광명역 유플래닛 T타워        |      | 일직동 | 120m | 40층 | 2018년    | [ 19 ] |

## 같이 보기
- 광명시
- 마천루 목록
- 아시아의 마천루 목록
- 대한민국의 마천루 목록